# Magny-en-Vexin
Magny-en-Vexin é uma comuna francesa na região administrativa da Ilha de França, no departamento do Vale do Oise. Estende-se por uma área de 14.02 km². Em 2010 a comuna tinha 5 807 habitantes (densidade: 414,2 hab./km²).